# موکوچیس
موکوچیس (به اسپانیایی: Mucuchíes) یک شهرک در ونزوئلا است که در Rangel واقع شده‌است. موکوچیس ۶٬۳۵۴ نفر جمعیت دارد و ۲٬۹۸۳ متر بالاتر از سطح دریا واقع شده‌است.